# Bernau (Familienname)
Bernau ist der Familienname folgender Personen:
- Alfred Bernau (1879–1950), deutscher Schauspieler, Regisseur und Theaterdirektor
- Alfred Bernau (Bildhauer), deutscher Bildhauer
- Christopher Bernau (1940–1989), US-amerikanischer Schauspieler
- Falk Bernau (* 1973), deutscher Jurist und Richter am Bundesgerichtshof
- Götz Bernau (* 1941), deutscher Geiger, Musikforscher und Musikpädagoge
- Ignaz Felix von Roll zu Bernau (1719–1795), Landkomtur des Deutschen-Ritterordens
- Joseph Anton von Roll zu Bernau (1681–1768), Geheimer Rat und Domherr in Worms und Münster
- Madelynn Bernau (* 1998), US-amerikanische Sportschützin
- Manfred Bernau (1926–2009), deutscher Rechts- und Betriebswirtschaftler, Unternehmer, Wirtschaftsführer und Sachbuchautor
- Mirko Bernau (* 1975), deutscher Handballspieler
- Nikolaus von Bernau, deutscher Geistlicher und Propst von Bernau
- Nikolaus Bernau (* 1964), deutscher Fachjournalist
- Otto Bernau (1926–2022), österreichischer Politiker
- Patrick Bernau (* 1981), deutscher Wirtschaftsjournalist und Publizist
- Tjark Bernau (* 1981), deutscher Schauspieler